# Mistrovství Československa v krasobruslení 1968
Mistrovství Československa v krasobruslení 1968 se konalo 6. ledna a 7. ledna 1968 v Brně.

## Medaile
| Kategorie      | Zlato                            | Zlato      | Stříbro                     | Stříbro     | Bronz                      | Bronz       |
| Muži           | Ondrej Nepela                    | 7 - 1669,1 | Marian Filc                 | 14 - 1642,6 | Petr Starec                | 28 - 1502,6 |
| Ženy           | Hana Mašková                     | 7 - 1771,5 | Marie Víchová               | 19 - 1634,3 | Eva Gašparcová             | 18 - 1642,5 |
| Sportovní páry | Liana Drahová Peter Bartosiewicz | 7 - 232,1  | Bohunka Šrámková Jan Šrámek | 15 - 231    | Marika Nagyová Karel Fajfr | 20 - 224,8  |
| Taneční páry   | Dana Novotná Jaromír Holan       | 8 - 233,2  | Milena Tůmová Josef Pešek   | 13 - 229,5  | Mihalisková Jaroslav Hainz | 23 - 216,2  |

- čísla udávají celkové hodnocení, první za přednes a druhá počet bodů